# آلبریت (کمیک)
آلبریت (به انگلیسی: Albert) یک شخصیت خیالی ابرقهرمان در کتاب‌های کامیک آمریکایی منتشر شده توسط مارول کامیکس است. این شخصیت توسط لری هاما و مارک سیلوستری خلق شده و در ولوورین شماره ۳۷ام (۱۹۹۱) معرفی شد.
جدا از کتاب‌های کامیک، شرکت مارول از آلبریت در دیگر کالاهای خود از جمله پوشاک، اسباب‌بازی، ورق بازی، انیمیشن‌های تلویزیونی و بازی‌های رایانه‌ای استفاده کرده است.
این شخصیت عموماً به عنوان متحد ولورین به تصویر کشیده می‌شود و یک ربات یا اندروید خردمند است.

## تاریخچه شخصیت
آلبریت یک ربات همزاد از ولورین است که به همراه دوست خود الیسی-دیی توسط دونالد پیرس ساخته شده است. این دو ربات در اصل طراحی شده‌اند تا ولورین را از بین ببرند. این دو در اصل نقشه ایی داشتند تا بتوانند ولورین را در یک ساختمان درحال سوختن گیر انداخته و با کمک قدرت زیاد الیسی-دیی نیرویی قوی درست کنند تا بتوانند اورا در آن ساختمان منفجر کنند. آلبریت در ابتدا یک هوش مصنوعی معمولی ولی با عملکردهای بالایی بود و حتی قدرتی در سطح محدودی داشت و البته بدون احساس بود و بهش لقب (ولورین ساختگی) می‌دادند.
نقشه پیرس زمانی شکست خورد که سرباز او به نام bonebreaker به‌طور اتفاقی اشتباهی را انجام داد و اون این بود که به الیسی-دیی هوش مصنوعی بالاتر از حد ممکن رو داد. و بدین ترتیب او بمب داخل بدن خود را خنثی کرد و هوش معمولی دوست خود را افزایش داد. بخاطر همین کار هم بود که السی-دی لقب آلبریت رایت انیشتین را به او داد. آلبریت و الیسی-دیی برای بار دوم ولورین رو ملاقات کردند و با او درگیر شدند وقتی که ولورین رو بیهوش کردند در آخر به این رو فهمیدند که او فردی خوب است پس بنابراین اورا نکشته و مأموریت خود را لغو کردند. درحالی که آن دو ولورین را که بیهوش بود از آن ساختمان درحال سوختن نجات دادند. آلبریت به یک مغازه لوازم الکترونیکی وارد شده و ابررایانه‌های ناسا رو هک کرد تا بتواند راهی برای شکست خالقشان پیرس پیدا کند. آلبریت بعد از واردکردن اعداد و ارسال کردن آنها به cpu الیسی-دیی مورد اصابت شلیک گلوله پلیس قرار گرفت. آلبریت درواقع با هوش بالایی که کسب کرده بود خود را در قفسهٔ مدارک پلیس تله‌پاتی کرده و قبل از ارتباط با الیسی-دیی یک بمب افکن رادارگریز را دزدیده.

### نکات جالب
این دو ربات چندین بار زندگی خود را برای یکدیگر و حتی برای ولورین به خطر انداخته‌اند. درواقع، آنها در زمان سفر کرده‌اند و چندین ماجراجویی بسیار زیاد داشته‌اند، حتی در یک موقعیتی با bloodscream، دشمن قدیمی ولورین، باهم تیم سه نفره تشکیل داده بودند، حتی زمانی بود که آلبریت با الیسی-دیی رهبری یک قبیلهٔ هندی محلی را بدست آورده‌اند.

## توانایی‌ها و قدرت‌ها
آلبریت فوق‌العاده قوی است، او می‌توانست مستقیماً با رایانه‌ها ارتباط برقرار کند و حتی هوشی بالاتر از طراحش دونالد پیرس داشت. آلبریت سه تیغ بلند داخل و خارج شونده در دو دست خود داشت، درست مثل ولورین (اما آدامانتیوم نبود). آلبریت نه تنها دانش فنی اش قرن‌ها فراتر از تعارف علمی بود (چون می‌توانست در آن پیشرفت چشمگیری داشته باشد)، بلکه بسیار عالی و کامل در فنون عکاسی و دانشی دقیق داشت حتی مهم‌ترین و مبهم‌ترین جنبه‌هایی از تاریخ رو نیز داشت. آلبریت ساختمان بدنی خود را نیز با زرهی ضد گلوله تقویت کرده است. اگرچه آلبریت در همان ابتدا برای مبارزه با ولورین طراحی و ساخته شده بود، اما مهارت‌های مبارزه اش محدودیت‌هایی داشت.